# 湘潭钢铁集团有限公司第一子弟中学
湘潭钢铁集团有限公司第一子弟中学（简称湘钢一中），创办于1960年，是一所位于湖南省湘潭市的全日制公办中学并且为湖南省示范性普通高级中学。现任校长为王敏。

## 校史
1960年，建校。原隶属于湘潭钢铁集团有限公司。2002年，湘钢一中晋升湖南省重点中学。2006年，湘潭市进行企校剥离工作，湘钢一中移交湘潭市政府。2015年，成立“湘钢一中教育集团”，合并湘潭市第十二中学，并设立前者的初中部。

## 知名校友
- 熊晓鸽[5]